# 1. HRL za žene 2013./14.
Prvu hrvatsku rukometnu ligu za žene za sezonu 2013./14. je dvadeset i treća sezona prvog ranga hrvatskog rukometnog prvenstva za žene od neovisnosti. Prvakom je treći put postala zagrebačka Lokomotiva.

## Sustav natjecanja
U ligi ukupno sudjeluje 13 klubova, a liga se igra iz dva dijela: 

Prvi dio (1.HRL žene) igra 11 klubova dvokružno prvenstvo (dva kluba nastupaju u regionalnoj WRHL ligi, te na osnovu plasmana drugi dio sezone igraju: 

- Ligu za prvaka - prva četiri kluba i dva kluba iz WRHL
- Ligu za poredak - klubovi od 5. do 8. mjesta te
- Ligu za ostanak - klubovi od 9. do 11. mjesta

## Sudionici
- Dugo Selo 55 - Dugo Selo
- Podravka Vegeta - Koprivnica *
- Osijek - Osijek
- Zamet - Rijeka
- Samobor - Samobor
- Sesvete - Agroproteinka - Sesvete
- Split 1700 - Split
- Zelina - Sveti Ivan Zelina
- Umag - Umag
- Koka - Varaždin
- Vranjic - Vranjic
- Lokomotiva - Zagreb *
- Trešnjevka - Zagreb

* igraju drugi dio prvenstva, sudionice WRHL-a

## Ljestvice

### Prvi dio sezone
| poz | klub                    | ut | pob | neod | por | gol+ | gol- | bod | 2.dio sezone    |
| --- | ----------------------- | -- | --- | ---- | --- | ---- | ---- | --- | --------------- |
| 1.  | Zamet                   | 20 | 16  | 1    | 3   | 540  | 473  | 33  | Liga za prvaka  |
| 2.  | Sesvete - Agroproteinka | 20 | 14  | 3    | 3   | 572  | 480  | 31  | Liga za prvaka  |
| 3.  | Trešnjevka              | 20 | 14  | 2    | 4   | 520  | 445  | 30  | Liga za prvaka  |
| 4.  | Zelina                  | 20 | 12  | 1    | 7   | 506  | 451  | 25  | Liga za prvaka  |
| 5.  | Koka                    | 20 | 11  | 2    | 7   | 553  | 527  | 24  | Liga za poredak |
| 6.  | Samobor                 | 20 | 11  | 1    | 8   | 524  | 494  | 23  | Liga za poredak |
| 7.  | Umag                    | 20 | 7   | 1    | 12  | 483  | 501  | 15  | Liga za poredak |
| 8.  | Split 2010              | 20 | 6   | 0    | 14  | 467  | 531  | 12  | Liga za poredak |
| 9.  | Osijek                  | 20 | 5   | 1    | 14  | 498  | 538  | 11  | Liga za ostanak |
| 10. | Dugo Selo 55            | 20 | 4   | 0    | 16  | 486  | 590  | 8   | Liga za ostanak |
| 11. | Vranjic                 | 20 | 3   | 2    | 15  | 399  | 518  | 8   | Liga za ostanak |

### Drugi dio sezone

#### Liga za prvaka
| mj | klub                  | ut | pob | ner | por | gol+ | gol- | bod |
| -- | --------------------- | -- | --- | --- | --- | ---- | ---- | --- |
| 1. | Lokomotiva            | 10 | 9   | 0   | 1   | 296  | 207  | 18  |
| 2. | Podravka Vegeta       | 10 | 7   | 0   | 3   | 289  | 235  | 14  |
| 3. | Trešnjevka            | 10 | 5   | 1   | 4   | 223  | 258  | 11  |
| 4. | Sesvete Agroproteinka | 10 | 5   | 0   | 5   | 277  | 279  | 10  |
| 5. | Zelina                | 10 | 2   | 1   | 7   | 227  | 290  | 5   |
| 6. | Zamet                 | 10 | 1   | 0   | 9   | 238  | 281  | 2   |

#### Liga za poredak
Za poredak se računaju i međusobne utakmice klubova iz prvog dijela sezone.
| mj       | klub       | ukupni rezultat u Ligi za poredak | ukupni rezultat u Ligi za poredak | ukupni rezultat u Ligi za poredak | ukupni rezultat u Ligi za poredak | ukupni rezultat u Ligi za poredak | ukupni rezultat u Ligi za poredak | ukupni rezultat u Ligi za poredak |    | rezultat ostvaren u Ligi za poredak | rezultat ostvaren u Ligi za poredak | rezultat ostvaren u Ligi za poredak | rezultat ostvaren u Ligi za poredak | rezultat ostvaren u Ligi za poredak | rezultat ostvaren u Ligi za poredak |
| mj       | klub       | ut                                | pob                               | ner                               | por                               | gol+                              | gol-                              | bod                               | ut | pob                                 | ner                                 | por                                 | gol+                                | gol-                                |                                     |
| -------- | ---------- | --------------------------------- | --------------------------------- | --------------------------------- | --------------------------------- | --------------------------------- | --------------------------------- | --------------------------------- | -- | ----------------------------------- | ----------------------------------- | ----------------------------------- | ----------------------------------- | ----------------------------------- | ----------------------------------- |
| 1. (7.)  | Koka       | 12                                | 10                                | 1                                 | 1                                 | 359                               | 306                               | 21                                | 6  | 5                                   | 1                                   | 0                                   | 188                                 | 158                                 |                                     |
| 2. (8.)  | Samobor    | 12                                | 7                                 | 1                                 | 4                                 | 311                               | 319                               | 15                                | 6  | 3                                   | 1                                   | 2                                   | 151                                 | 161                                 |                                     |
| 3. (9.)  | Split 2010 | 12                                | 3                                 | 0                                 | 9                                 | 296                               | 328                               | 6                                 | 6  | 2                                   | 0                                   | 4                                   | 140                                 | 155                                 |                                     |
| 4. (10.) | Umag       | 12                                | 3                                 | 0                                 | 9                                 | 303                               | 316                               | 6                                 | 6  | 1                                   | 0                                   | 5                                   | 152                                 | 157                                 |                                     |

#### Liga za ostanak
Za poredak se računaju i međusobne utakmice klubova iz prvog dijela sezone.
| mj       | klub         | ukupni rezultat u Ligi za ostanak | ukupni rezultat u Ligi za ostanak | ukupni rezultat u Ligi za ostanak | ukupni rezultat u Ligi za ostanak | ukupni rezultat u Ligi za ostanak | ukupni rezultat u Ligi za ostanak | ukupni rezultat u Ligi za ostanak |    | rezultat ostvaren u Ligi za ostanak | rezultat ostvaren u Ligi za ostanak | rezultat ostvaren u Ligi za ostanak | rezultat ostvaren u Ligi za ostanak | rezultat ostvaren u Ligi za ostanak | rezultat ostvaren u Ligi za ostanak |
| mj       | klub         | ut                                | pob                               | ner                               | por                               | gol+                              | gol-                              | bod                               | ut | pob                                 | ner                                 | por                                 | gol+                                | gol-                                |                                     |
| -------- | ------------ | --------------------------------- | --------------------------------- | --------------------------------- | --------------------------------- | --------------------------------- | --------------------------------- | --------------------------------- | -- | ----------------------------------- | ----------------------------------- | ----------------------------------- | ----------------------------------- | ----------------------------------- | ----------------------------------- |
| 1. (11.) | Osijek       | 8                                 | 5                                 | 1                                 | 2                                 | 206                               | 177                               | 11                                | 4  | 3                                   | 0                                   | 1                                   | 101                                 | 89                                  |                                     |
| 2. (12.) | Dugo Selo 55 | 8                                 | 4                                 | 0                                 | 4                                 | 193                               | 211                               | 8                                 | 4  | 2                                   | 0                                   | 2                                   | 96                                  | 103                                 |                                     |
| 3. (13.) | Vranjic      | 8                                 | 2                                 | 1                                 | 5                                 | 182                               | 193                               | 5                                 | 4  | 1                                   | 0                                   | 3                                   | 91                                  | 96                                  |                                     |

## Poveznice i izvori
- 2. HRL 2013./14.
- 3. HRL 2013./14.
- Hrvatski kup 2013./14.
- hrs.hr, 1.HRL 2013./14., 1. dio
- hrs.hr, Liga za prvaka
- hrs.hr, Liga za poredak
- hrs.hr, Liga za ostanak
- sportnet.hr, 1.HRL za žene 2013./14., ljestvica  Arhivirana inačica izvorne stranice od 8. ožujka 2014. (Wayback Machine)
- sportnet.hr, 1.HRL za žene 2013./14., rezultati  Arhivirana inačica izvorne stranice od 9. ožujka 2014. (Wayback Machine)